# Poszukiwany Chudy
Poszukiwany Chudy (ang. Good Wilt Hunting) – średniometrażowy film (około 45-minutowy), dwa odcinki serialu animowanego Dom dla Zmyślonych Przyjaciół pani Foster autorstwa Craiga McCackena, tworzące jedną całość. Są to dwa ostatnie odcinki czwartej serii (ogólnie 51 i 52). Polska premiera odbyła się 21 i 22 maja 2007 roku o godz. 15:30. W USA premiera pierwszej części była 23 listopada 2006, a drugiej dzień później. Oryginalna nazwa nawiązuje do tytułu filmu Buntownik z wyboru (ang. Good Will Hunting).
Po raz pierwszy w Polsce film został wyemitowany w całości 28 września 2008 roku, w ramach Kina Cartoon Network o godz. 18:00.

## Opis

### Część pierwsza
Pani Foster co pięć lat organizuje Zjazd Twórców Zmyślonych Przyjaciół. Zjawia się twórca każdego przyjaciela z wyjątkiem Chudego. W nocy Bloo widzi, jak Chudy wychodzi z domu. Rano okazuje się, że go nie ma. Maks, Bloo, Franka, Eduardo, jego twórczyni – policjantka Nina Valerosa, Koko i dwójka chłopaków, którzy ją znaleźli – Adam i Douglas, wyruszają na poszukiwania przyjaciela. Tymczasem Chudy przeżywa po drodze wiele przygód. Zaś Brygada Poszukiwawcza wciąż rusza jego śladem.

### Część druga
Chudy zostaje wrobiony, przez co trafia do więzienia. Potem się wydostaje, a Brygada Poszukiwawcza wciąż go goni. W końcu, chcąc się poddać, przyjaciele odkrywają, że Chudy chce się zobaczyć ze swym twórcą. Wyruszają do jego domu w Japonii. Ten tymczasem musi się w domu Jordana Michaelsa, swojego twórcy, zmierzyć w meczu koszykówki z największym wrogiem z przeszłości, Larrym, również zmyślonym przyjacielem. Przegrywa, i wtedy zjawiają się Jordan i przyjaciele z domu pani Foster. Razem jadą do domu.

## Wersja polska
Opracowanie i udźwiękowienie wersji polskiej: Studio Sonica
Reżyseria: Miriam Aleksandrowicz
Dialogi polskie: Barbara Robaczewska
Dźwięk i montaż: Agnieszka Stankowska
Kierownik produkcji: Aleksandra Dobrowolska
Wystąpili:
- Wojciech Paszkowski – Chudy
- Grzegorz Drojewski – Bloo
- Kajetan Lewandowski – Maks
- Agnieszka Fajlhauer – Franka
- Anna Apostolakis – Koko
- Marcin Troński – Eduardo
- Anna Ułas – Nina Valerosa
- Ryszard Nawrocki – pan Zając (cz. 1)
- Miriam Aleksandrowicz – pani Foster (cz. 1)
- Janusz Wituch –
  - Jordan Michaels (cz. 2),
  - różne głosy (cz. 1 i 2)
- Brygida Turowska – Młody Jordan Michaels (cz. 2)
- Modest Ruciński –
  - Larry (cz. 2),
  - różne głosy (cz. 1 i 2)
- Aleksander Wysocki – Sędzia (cz. 2)
- Tomasz Jarosz – różne głosy (cz. 1 i 2)

Lektor: Radosław Popłonikowski

## Nagrody
W 2007 r. otrzymał nagrodę Emmy w kategorii „Outstanding Individual Achievement in Animation” oraz Annie w kategorii „Best Production Design in an Animated Television Production”. W tym samym roku był również nominowany do Emmy w kategorii „Outstanding Animated Program (For Programming One Hour or More)”.